# ステファン・ヴォイトヴィッチ
ステファン・ヴォイトヴィッチ（Stéphan Wojtowicz）は、フランスの俳優。

## 出演作品
- ある朝突然、スーパースター Superstar (2012) - エドワール・ロランス